# Calcio Lecco 1912
Calcio Lecco 1912 é um clube de futebol italiano da cidade de Lecco, província da Lombardia, que na Temporada 2023-24 disputa a Série B.

## História recente
Na temporada 2000-01 terminou em 10º lugar na Série C1, porém o clube foi a falência e teve que recomeçar da Eccellenza (6ª divisão), em seu primeiro ano conquistou o título e o acesso a Série D onde conseguiu uma 9ª colocação no primeiro ano e na temporada seguinte um 2º lugar que lhe garantiu o acesso a Série C2. 
Após duas temporadas na Série C2, com uma 10ª e uma 2ª posição conseguiu o acesso vencendo na final nos playoffs o Pergocrema, retornando a sua divisão de disputa mais comum.